# Автономія волі
Автономія волі (лат. lex voluntatis) — у традиційному розумінні є один з фундаментальних принципів міжнародного приватного права, згідно з яким суб'єкти, маючи приналежність до правопорядків різних країн, мають можливість обрати право, яким будуть регулюватися їх взаємовідносини.
У більш вузькому та формалізованому розумінні автономія волі є однією з частин так званою прив'язкою колізійних норм.
Сутністю автономії волі в контексті міжнародного приватного права є те, що правовий порядок дозволяє індивідам здійснити вибір правового поля, яким будуть регулюватися їх приватно-міжнародні відносини. А тому, інакше кажучи, автономія волі — вибір суб'єктами приватно-міжнародних відносин права для їх регулювання.

## Класифікація автономії волі
Розрізняють абсолютну та обмежену автономію волі. У першому випадку це означає, що автономія волі не обмежується правом, з яким суспільні відносини якимось чином пов'язані, а тому сторони можуть визначати будь-який правопорядок на власний розсуд і навіть можуть обрати те право, яке не має до них ніякого об'єктивного відношення чи зв'язку, у більшості випадків це робиться для забезпечення найбільшої об'єктивності. В свою чергу законодавство деяких країн та міжнародні документи інколи обмежують автономію волі розумінням " суттєвого " або " найбільш тісного зв'язку " відносин із певним правом, або обмежують автономію волі чітко окресленими межами. Законодавці більшості країн світу віддають перевагу першій варіації.

## Аспекти реалізації та межі застосування автономії волі
Форма виразу автономії волі може бути довільна (усна чи письмова). Також більшість національного законодавства та міжнародні договори наголошують, що автономія волі повинна бути явно виражена, тобто для всіх очевидна, або ж прямо випливала з дій сторін правочину, умов правочину, чи обставин справи в сукупності (гіпотетична автономія волі).
Правове поле більшості країн світу також дозволяє здійснити автономію волі не лише щодо правочину в цілому, але й щодо його окремої частини.
Автономія волі за своєю сутністю не є абсолютною і не означає, що учасники правовідносин мають необмежені, абсолютні права. Навпаки, це умовне поняття, оскільки держава залишає за собою право самостійно встановлювати законодавчими актами випадки, в яких сторонам може надаватися можливість вибору застосовуваного закону. Це пояснюється передусім суверенітетом держави, завдяки якому вона може запроваджувати імперативні норми, в галузі колізійного права.
Також варто звернути увагу на той факт, що нормативно правова база багатьох країн світу наголошує на тому, що вибір права не можливий, коли немає зв'язку відносин з іншим правопорядком або правопорядками, тобто щодо відносин що є суто внутрішніми, а не приватно-міжнародного характеру.

## Історія
До 16 ст єдиним засобом вирішення конфлікту законів була спроба побудови комплексу колізійних прив'язок, що могли б вирішувати застосування законів певної юрисдикції до приватно міжнародних відносин. Однак з появою дисертації «Conclusiones de statutis et consuetudibus localis» Шарля Дюмулена (1500—1566) . Він виділяв особливу групу норм, що мають відношення до волі сторін, або ж можуть бути змінені ними; з цього розпочалась теоретична розробка концепції, в основу якої була покладена можливість вільно обирати право, керуючись волею сторін.
Інші погляди, які висловлювалися правознавцями, не прямо, але опосередковано заперечували автономію волі і були пов'язані з «етатистськими» або близькими до них концепціями права (Ж. Боден, Дж. Біл, А. Батіффоль, П. Леребур-Пі-жоньер, В. Луссуарн, Ж. Бреден та ін.) За своєю суттю вони означали ліквідацію даного інституту без його формального скасування, оскільки основне в них — обґрунтування тези про те, що, за наявності угоди сторін про вибір права, його визначення здійснюється не фізичними або юридичними особами, а судовим органом держави.
Згодом, знайшовши підтримку в законодавстві та доктрині багатьох країн, підкріплена авторитетом доктрини, автономія волі спершу застосовувалась виключно в зовнішньоекономічних відносинах, особливо в сфері договірних зобов'язань, міжнародних контрактах, міжнародній купівлі продажу. Пізніше вона почала поширюватися на трудове, сімейне, спадкове право тощо. Донедавна деякі науковці вважали, що колізійні норми, які стосувалися визначення право- та дієздатності, сімейних спадкових, відносин не допускали вибору права сторонами, очевидно, така позиція вже не відповідає об'єктивній реальності.

## Закріплення в міжнародних договорах, та законодавстві іноземних держав
В силу того, що дана формула прикріплення спрямована на врегулювання договірних відносин з іноземним елементом, санкціонована законодавством сучасних держав, міжнародними конвенціями універсального та регіонального характеру у 1991 р. Інститут міжнародного права зазначав, що автономія волі сторін є фундаментальним принципом міжнародного приватного права. Перш за все цьому сприяло закріплення даного принципу в міжнародних конвенціях, а саме: Кодексі Бустаманте, Римській конвенції 1980 р. щодо права, застосованого до договірних зобов'язань, Міжамериканській конвенції 1994 р. про право, що застосовується до міжнародних контрактів, та ін. Право більшості держав передбачає абсолютну, необмежену і безумовну автономію волі сторін відносно вибору права, що застосовується. До таких держав належать: Вірменія, Австрія, Угорщина, Венесуела, Німеччина, Греція, Канада, Китай та Швейцарія.

## Закріплення в законодавстві України
У Законі України «Про міжнародне приватне право» принцип автономії волі відображено в ст. 5, де зазначено, що учасники правовідносин можуть самостійно здійснювати вибір права, яке підлягає застосуванню до змісту правових відносин, при цьому такий вибір має бути явно вираженим або прямо випливати із дій сторін правочину, його умов чи обставин справи, які розглядаються в їх сукупності, якщо інше не передбачено законом. Сторони можуть обрати право щодо правочину в цілому або його окремої частини, при цьому вибір права чи зміна раніше обраного права може бути здійснено учасниками правовідносин у будь-який час, зокрема, при вчиненні правочину, на різних стадіях його виникнення тощо. Крім того, вибір права або зміна раніше обраного права, які здійснено після вчинення правочину, мають зворотну дію і є дійсними з моменту вчинення правочину, але не можуть бути підставою для визнання правочину не-дійсним у зв'язку з недодержанням його форми. Таким чином, українське національне колізійне право виходять з того, що при розв'язанні всіх колізійних питань у сфері договірних зобов'язань вирішальною є воля сторін.